# Salix alatavica
Salix alatavica — вид квіткових рослин із родини вербових (Salicaceae).

## Морфологічна характеристика
Це кущ до 1.5 метра заввишки. Гілочки коричневого чи каштанового кольору, голі, пурпурно-червоні та запушені в молодості. Листкова пластина видовжено-яйцеподібна чи еліптична, 3–6 × 2–2.5 см, абаксіально (низ) зеленувата, гола, в молодості шовковисто запушена, зелена адаксіально, край залозисто-пилчастий, верхівка косо коротко загострена; листкова ніжка 2–5 мм завдовжки; прилистки дрібні. Сережки бічні на дистальній частині гілочок, 4–5 × 1–1.5 см. Пиляки жовті, кулясті. Зав'язь довгояйцеподібна, сіро-запушена.

## Середовище проживання
Алтай, Казахстан, Монголія, Сіньцзян. Населяє гірські схили; на висотах 2700–2800 метрів.